# Wawrzyniec Żmurko
Wawrzyniec Żmurko (9 juillet 1824, Yavoriv — 3 avril 1889, Lviv) est un mathématicien polonais, professeur à l'Université de Lviv et à École polytechnique de Lviv, docteur honoris causa de l'université de Lviv et membre de l'Académie polonaise des arts et sciences. Il a été le président de la Société Copernic des naturalistes polonais (1879–81). Il est le père du peintre Franciszek Żmurko.